# 比翁
在托爾金（J. R. R. Tolkien）的奇幻小說裡，比翁（Beorn）是換皮人，他可以變成一隻大黑熊。

## 生平

### 特性
比翁是一個熟練的木工及建築者。他十分呵護他的動物，他所飼養的動物具有高度智慧。比翁對陌生人具有戒心。對於他的敵人來說，比翁非常勇猛及可怕（曾捕獲一名半獸人及一隻座狼，他把半獸人的首級放在矛頭，把座狼生剝）。
比翁是素食者，食物以麵包、蜂蜜及醬油為主。

### 小說
比翁與他所飼養的動物（馬、狗、蜜蜂等）居住在迷霧山脈（Misty Mountains）及幽暗密林（Mirkwood）之間、安都因河（Anduin）以東的一間木屋內。
他的體形巨大強壯，可以保有熊的體形及力量。他有棕色的頭髮、濃密的黑鬍子及闊寛的肩膀。
比翁經常都不在家，每次離家都長達數小時或數天，可能是去驅逐或消滅附近地區的敵人及威脅或是尋找一些可食用的植物。比翁善於夜行，他在夜行時以熊的形態進行。他的出身來自遙遠的過去，巫師甘道夫（Gandalf）懷疑他和他的同類是山民。
卡洛克（Carrock）這地名是比翁命名的，他又在詃處設置了階梯。
在《哈比人歷險記》，比翁援助正在進行孤山任務的甘道夫、比爾博·巴金斯（Bilbo Baggins）及十三名矮人。在五軍之戰（Battle of Five Armies）期間，比翁以熊的姿態出現在戰場，救出了重傷的索林·橡木盾（Thorin Oakenshield），並且擊殺半獸人首領波格（Bolg），使半獸人軍隊瓦解。戰後，甘道夫與比爾博在比翁的家中度過冬天，並參與了比翁舉辦的冬季慶典。
在魔戒聖戰（War of the Ring）前，比翁是一支人類的首領，那支人類主要以換皮人和居住在森林附近的人類為主。他在魔戒聖戰爆發前的不久去世，其子鬱比翁（Grimbeorn）繼位。比翁旗下的人民被稱為波寧人（Beornings），協助精靈王瑟蘭督伊（Thranduil）的幽暗密林佈防。

## 創作概念
托爾金以beorn命名這角色，在古英語裡，這解作「熊」，後來解作「勇士」。在斯堪的納維亞的語言裡，Björn及Bjørn都解作「熊」。

## 改編描述
比翁這角色並沒有出現在雷夫·巴克西（Ralph Bakshi）的動畫《哈比人歷險記》裡。
在彼得·傑克森執導的《哈比人電影系列》，比翁由瑞典演員麥可·佩斯伯蘭特飾演。該電影裡比翁提及了換皮族人是被半獸人阿索格（Azog）所屠戮消滅的；此外他也表示不喜歡矮人，因為矮人貪婪盲目，視而不見比他們低下的生物，但他更痛恨半獸人。在五軍之戰中，比翁與瑞達加斯特騎著巨鷹到達現場支援。